# SUNSOFT is Back! レトロゲームセレクション
『SUNSOFT is Back! レトロゲームセレクション』（サンソフト イズ バック! レトロゲームセレクション）は、サンソフトより2024年4月18日に発売されたオムニバスソフト。
サンソフトが1980年代後半にファミリーコンピュータ用ソフトとして発売した『かんしゃく玉なげカン太郎の東海道五十三次』（1986年）、『マドゥーラの翼』（1986年）、『リップルアイランド』（1988年）の3作品を収録している。この3作品はいずれも当時日本のみで発売されたものだが、本作の発売に際して初めて海外向けにローカライズされた。

## ゲームシステム
カセットモデルビュー
各作品の当時のロムカセットを再現した3Dモデルを360度の任意の角度から閲覧できる。
セーブ機能
任意の場面でプレイデータを保存し、その時点から再開できる。セーブファイルはタイトルごとに3つまで。
巻き戻し機能
プレイ状況を任意の時点まで戻して再開できる。
ギャラリーモード
各作品にまつわる当時のイラスト原画、企画書、未公開のイラストなどの資料を閲覧できる。

## 制作経緯
本作のプロジェクトは、長らく鳴りを潜めていたサンソフトがそこからの「復活」を目指し、令和の時代にレトロゲームを広めたいという思いから立ち上げられた。
サンソフトは1980年代後半よりファミリーコンピュータ用ソフトをリリースし、その後のスーパーファミコンの時代まで「サンソフトの黄金期」が続いた。しかし、それ以降は様々な社内事情によって自由にゲームを作れなくなり、これに失望した社員が次々に退社する事態となってしまった。その後、サンソフトは細々と開発を続け、美少女萌えゲー、BL、VRなど新たな分野への挑戦も行ったが不発に終わり、ついには、母体であるサン電子のブランドの中で赤字続きの一因となっていた。
会社の経営状況が悪化する中、アクティビスト（いわゆる「物言う株主」）として知られる香港ファンドのオアシス・マネジメントからサン電子に対して経営陣の交代を提案され、2020年4月8日開催の臨時株主総会にて経営陣の解任が可決、併せて新任取締役が選任された。会社の状況が一変し、赤字の一因であるサンソフトは存在意義が問われる立場となるが、ある時、新たに就任した海外の役員から「君たちは何故、過去の財産に目をむけないのか」と指摘される。この言葉に強く感銘を受けた社員がサンソフトの倉庫棚を見てみると、過去の作品に関する原画などの資料の数々が眠っており、これらが「財産」であると再認識したサンソフトは、復活に向けた動きを開始する。
2022年8月12日にサンソフトが「SUNSOFT is back!」と題して今後発売予定のゲームタイトルの発表を予告するとTwitter上では「サンソフト復活」の言葉がトレンド入りし、1週間後の8月19日に公開した動画にも注目が集まった。そして、復活ソフト第1弾の『いっき団結』のリリースと『へべれけ』の新作の発表を行った後、2023年7月14日から8月31日までの期間にCAMPFIREで本作のクラウドファンディングを実施すると、600万円の目標額を大きく上回る2125万799円の資金が集まり、設定していたネクストゴールがすべて達成されるという成功を収めた。